# Monumento a Alfonso XII (Madrid)
El Monumento a la Patria española personificada en el rey Alfonso XII, más conocido como Monumento a Alfonso XII, es un conjunto arquitectónico y escultórico de principios del siglo xx dedicado al mencionado monarca, situado en el madrileño parque del Retiro.

## Historia
En 1902 se convocó un concurso nacional para construir un monumento al rey Alfonso XII, a iniciativa de la reina regente María Cristina de Habsburgo-Lorena. El ganador fue el arquitecto José Grases Riera con un grandioso proyecto en uno de los lados mayores del Estanque del Retiro, compuesto por una columnata con un gran número de esculturas que rodea a la estatua ecuestre del rey, a un lado del estanque, en bronce y mármol. 
Al fallecer, José Grases Riera fue sustituido en la dirección de las obras por Teodoro Anasagasti, que no introdujo modificaciones. El monumento, financiado por suscripción popular, fue inaugurado el 22 de julio de 1922.
Todo el conjunto mide 30 metros de alto, 86 metros de largo y 58 metros de ancho, y participaron en su elaboración más de veinte escultores, entre los que cabe destacar a Mariano Benlliure, Josep Clarà y Mateo Inurria.
En primer término está la estatua ecuestre del rey, fundida en bronce, realizada por Mariano Benlliure en 1904. En el basamento central se encuentran La Paz, de Miguel Blay; La Libertad, de Aniceto Marinas; y El Progreso, de Miguel Ángel Trilles. En el zócalo figuran tres relieves de bronce. Desde el monumento central avanzan unas escalinatas hacia el estanque con cuatro leones de piedra que labraron Agapito Vallmitjana (los dos de los extremos) y Pedro Estany (los dos centrales). Debajo de sus pedestales, en bronce, cuatro sirenas, obra de Antonio Parera, Rafael Atché, Antonio Coll y Antonio Alsina.
También hay dos leones con amorcillos en cada uno de los accesos laterales al hemiciclo, obras de Francisco Javier Escudero Lozano, Antonio Bofill, Eusebi Arnau y Campmany. A ambos lados del acceso central en la columnata, El Ejército, de Montserrat, y La Marina, de Mateo Inurria. En la cara interna, frente al estanque, aparecen representadas, en bronce, Las Ciencias, de Fuxá; La Agricultura, de Alcoverro; Las Artes, de Bilbao; y La Industria, de Clarà. La ornamentación de los frisos y del basamento central fue realizada por Estany.